# 171 Ophelia
171 Ophelia је астероид главног астероидног појаса. Приближан пречник астероида је 116,69 km,
а средња удаљеност астероида од Сунца износи 3,131 астрономских јединица (АЈ).
Инклинација (нагиб) орбите у односу на раван еклиптике је 2,546 степени, а орбитални период износи 2023,904 дана (5,541 година). Ексцентрицитет орбите астероида износи 0,130.
Апсолутна магнитуда астероида износи 8,31 а геометријски албедо 0,061.
Астероид је откривен 13. јануара 1877. године.